# Núi Kumotori
Núi Kumotori (雲取山 (Vân Thú sơn) Kumotorisan) tọa lạc trên ranh giới Tokyo, Saitama, và Yamanashi trên đảo Honshū, Nhật Bản. Với độ cao 2.017 mét (6.617 ft), đây là đỉnh cao nhất ở Tokyo. Chia tách dãy núi Okutama và dãy núi Okuchichibu. Trong khi nó đánh dấu sự kết thúc của dãy núi Ishione (石尾根) bắt đầu gần JR ga xe lửa Okutama, dãy núi cao nhất ở Tokyo, địa điểm từ xa giữa một nhóm các núi từ hai dãy núi khiến cho liên kết khó khăn.